# Bangassou
Bangassou är en prefekturhuvudort i Centralafrikanska republiken.   Den ligger i prefekturen Mbomou, i den sydöstra delen av landet, 500 km öster om huvudstaden Bangui. Bangassou ligger 506 meter över havet och antalet invånare är 24 361.
Terrängen runt Bangassou är platt. Det finns inga andra samhällen i närheten. 
I omgivningarna runt Bangassou växer i huvudsak städsegrön lövskog. Runt Bangassou är det mycket glesbefolkat, med 4 invånare per kvadratkilometer.